# 黃韻詩
黃韻詩（英語：Wong Wan-sze，1949年8月29日—），是香港無綫電視、佳藝電視、麗的電視及亞洲電視前女藝人、演員及主持，曾是香港的性格演員、金牌司儀和棟篤笑藝人。1993年息影並移民加拿大。

## 生平
黄韵诗1968年畢業于第二期麗的映聲演員訓練班（同期有禤素霞、黃淑儀、盧大偉、梁小玲、锺伟强、李司棋、文麗賢、謝月美等）。由于其性格独特，大鸣大放，声音搞怪另类，擅长模仿表演口技，模仿各种年龄女性說話，吐字读音又抑揚頓挫，因而於1969年被電視台导师赏识，分派黄韵诗為外購劇集和动画片配音，並於1970年起兼職無綫電視配音直至1975年離開麗的並轉為無綫全職演員及配音員。
在擔任配音員時黄韵诗受到香港导演譚家明賞識，於1975年全面服務無綫後讓其在电视單元劇演出，结果大获好评。黄韵诗任職演員後於1976年轉投佳藝電視（但仍然留任無綫擔任全職配音員及部頭演員），直至1978年佳艺电视倒閉後重返麗的並退出配音界（惟親自參與所有配音電影自己參演的部分，不假手於人）。翌年離開麗的並重返无綫后，黄韵诗在时任无綫电视制作部总监甘国亮编剧的作品中，演活多个经典該台之电视角色，最令人津津樂道是在1980年的《山水有相逢》中飾演為了名利不擇手段的梅劍仙，其后在《執到寶》、《輪流傳》等电视剧中更成功塑造了立体的香港女性形象。
八十年代初期，黄韵诗离开无綫，加入香港商業電台做电台节目主持人，其以特别的声线、轻松搞笑的作风主持了很多电台节目，包括晨早节目《笑口早》，节目中黄韵诗采访多位当红的艺人和名人，包括邓丽君、洪金寶、黃霑、吴宇森等，其中在采访邓丽君时，黄韵诗巧妙的问题设计，使邓丽君在回忆孩提时代时感动落泪，更成为香港的佳话。
由于主持电台节目甚为出色，黄韵诗一举成为香港著名的女名嘴和主持人，被称为金牌司儀。其在主持节目中，泼辣而又尖酸刻薄的风格更无人能及，成为另类主持人。此后，黄韵诗在无綫和亚视主持过多个电视节目，包括及後改在亚视的《未来偶像争霸战》、《是非釘》，并与曾志偉、林敏驄、岑建勳等搭档合作主持。
早于八十年代初，黄韵诗已打破传统，与叶德娴、狄波拉、李司棋等女星组成团队，演出棟篤笑，成为香港第一批举行棟篤笑的女艺人。
80年代到90年代初期，黄韵诗转战大银幕，拍摄不少喜剧電影。其趣怪的形体动作，更惹来观众好评。代表作與梁家輝主演的包括《92黑玫瑰對黑玫瑰》、《赌侠2之上海滩赌圣》、《精装追女仔2》等等。1993年7月，黃韻詩拍攝完電影《情天霹靂之下集大結局》後息影，並與退休警司丈夫伍偉傑以及一兒子移民加拿大。

## 配音

### 電視動畫／OVA
| 首播年份 | 作品名稱 | 配演角色         | 備註 |
| -------- | -------- | ---------------- | ---- |
| 1976     | Q太郎    | Q太郎            |      |
| 1977     | 草原兒女 | 嘉麗〔キャリー〕 |      |
| 1977     | 太空堡壘 | 高天原〔北小介〕 |      |

### 特攝片
| 首播年份 | 作品名稱   | 配演角色                 | 角色演員   | 備註 |
| -------- | ---------- | ------------------------ | ---------- | ---- |
| 1971     | 太空小英傑 | 文仔〔東ヒカル〕／伊斯巴 |            |      |
| 1974     | 彗星女郎   | 高美                     | 九重佑三子 |      |

### 日劇
| 首播年份 | 作品名稱   | 配演角色                   | 角色演員 | 備註  |
| -------- | ---------- | -------------------------- | -------- | ----- |
| 1969     | 柔道小金剛 | 一條トメ                   |          | [ 2 ] |
| 1970     | 青春火花   | 阿貞〔ジュン・サンダース〕 | 范文雀   |       |
| 1971     | 佳偶天成   | 敬子〔稲葉敬子〕           | 栗原小巻 |       |
| 1972     | 二人世界   | 申麗子〔榊原麗子〕         | 栗原小巻 |       |
| 1975     | 女校男生   | 操子〔吉川操〕             | 早瀬久美 |       |
| 1977     | 青春女探   | 大和愛                     | 淺野真弓 |       |

### 台劇
| 播映年份 | 作品名稱 | 配演角色 | 角色演員 | 備註 |
| -------- | -------- | -------- | -------- | ---- |
| 1976     | 保鑣     | 趙夢嬌   |          |      |

### 英／美劇
| 播映年份 | 作品名稱   | 配演角色 | 角色演員     | 備註                                   |
| -------- | ---------- | -------- | ------------ | -------------------------------------- |
| 1974     | 爸爸艷史   | 德仔     | 布蘭頓克魯士 |                                        |
| 1977     | 神探俏嬌娃 | 莫姬莉   | 積琪蓮史密夫 | 前期，節目初期名稱為《星辰女探俏嬌娃》 |

## 演出作品

### 電視劇
- 1975年：群星譜：白鷹 (無綫電視)
- 1976年：少年十五二十時 飾 費絲莉(無綫電視)
- 1976年：光怪陸離 (無綫電視)
- 1976年：諸事丁 飾 諸事丁 (無綫電視)
- 1976年：近代豪俠傳 飾 馬素貞 (無綫電視)
- 1976年：世界名劇選 (無綫電視)
- 1976年：唔使問阿貴 (無綫電視)
- 1976年：CiD第8集 (無綫電視)
- 1976年：狂潮 飾 林丁丁 (無綫電視)
- 1977年：為兩餐 (無綫電視)
- 1977年：瑪麗關77 (無綫電視)
- 1978年：美麗屋 (佳藝電視)
- 1979年：新變色龍 飾 脫妞 (麗的電視)
- 1980年：山水有相逢 飾 梅劍仙 (無綫電視)
- 1980年：輪流傳 飾 陳婉嫻 (無綫電視)
- 1980年：執到寶 (無綫電視)

### 電影
- 1974年：神龍小虎闖江湖 飾 苗英
- 1978年：鬼馬狂潮
- 1981年：龍咁威
- 1981年：貓頭鷹
- 1983年：空心大少爺 飾 大鳳
- 1983年：退休探長
- 1984年：上天救命 飾 麥斗姐姐
- 1984年：奸人鬼 飾 阿珍（小吉的姑姑）
- 1984年：好彩撞到你 飾 包租婆
- 1985年：殭屍先生 飾 米店老闆的妻子
- 1985年：情逢敵手 飾 阿英（Eddie的胞姐）
- 1985年：小狐仙
- 1985年：打工皇帝
- 1986年：歡樂叮噹 飾 李姐
- 1986年：你情我願
- 1986年：惡男
- 1986年：義蓋雲天 飾 三姨
- 1987年：美男子 飾 南茜（南獅）
- 1987年：表哥到 飾 黃玫瑰
- 1988年：精裝追女仔2 飾 十三妹
- 1989年：發達先生
- 1990年：四人新世界 飾 方太
- 1991年：賭俠II上海灘賭聖 飾 川島芳子
- 1992年：92黑玫瑰對黑玫瑰 飾 艷芬
- 1993年：笑俠楚留香 飾 水草陰姬
- 1993年：情天霹靂之下集大結局 飾 毛晴晴

## 歌曲
- 1978年：《金刀情俠》（佳藝電視，1978年《金刀情俠》同名主題曲》）
- 1992年：《舊歡如夢》（電影《92黑玫瑰對黑玫瑰》插曲，與馮寶寶及盧冠廷合唱）
- 1992年：《你回來吧》（電影《92黑玫瑰對黑玫瑰》插曲，與盧冠廷合唱）

## 舞台演出
- 《好朋友演唱會》司儀 (1981)
- 《星塵閃閃今晚夜》司儀及演出 (1982)
- 《葉德嫻第一次》演出 (1982)
- 《笑口SHOW》演出 (1983)

## 其他演出
- 商業電台《笑口早》節目主持 (1981-1982)
- 亞洲電視《亞視煙花照萬家巨星獻禮》演出 (1982)
- 亞洲電視《未來偶像爭霸戰》節目主持 (1986)
- 亞洲電視《是非釘》節目主持 (1989)

## 獎項紀錄
| 年份   | 頒獎典禮             | 獎項       | 劇集／影片           | 角色 | 結果 |
| ------ | -------------------- | ---------- | -------------------- | ---- | ---- |
| 1993年 | 第12屆香港電影金像獎 | 最佳女配角 | 《92黑玫瑰對黑玫瑰》 | 艷芬 | 提名 |

## 外部連結
- 黃韻詩在互联网电影资料库（IMDb）上的資料（英文）
- 黃韻詩在香港影庫上的簡介